# Papilio palinurus
Papilio palinurus (denominada popularmente, em inglês, green-banded peacock, emerald peacock, emerald swallowtail, banded peacock ou Burmese banded peacock) é uma borboleta da família Papilionidae e subfamília Papilioninae, encontrada na região biogeográfica indo-malaia e nativa do nordeste da Índia (em Bengala Ocidental), Myanmar, península da Malásia, Bornéu (na Indonésia), Simeulue, Nias e Filipinas. Foi classificada por Johan Christian Fabricius, em 1787, na obra Mantissa insectorumː sistens species nuper detectas, adiectis synonymis, observationibus, descriptionibus, emendationibus. Suas lagartas se alimentam de plantas do gênero Euodia e Micromelum (família Rutaceae).

## Descrição
Esta espécie possui, vista por cima, asas com envergadura máxima de 8 a 9 centímetros e de um negro salpicado de escamas esverdeadas, com uma faixa verde brilhante atravessando as asas dianteiras e traseiras e terminando em duas manchas em forma de ocelos de margens avermelhadas. O lado de baixo é castanho escuro, com áreas mais pálidas e com sete manchas em laranja, negro e azul, em cada asa posterior, próximas à sua margem. Ambos os sexos apresentam pouco dimorfismo sexual e possuem um par de caudas em forma de espátulas, na metade inferior das asas posteriores.

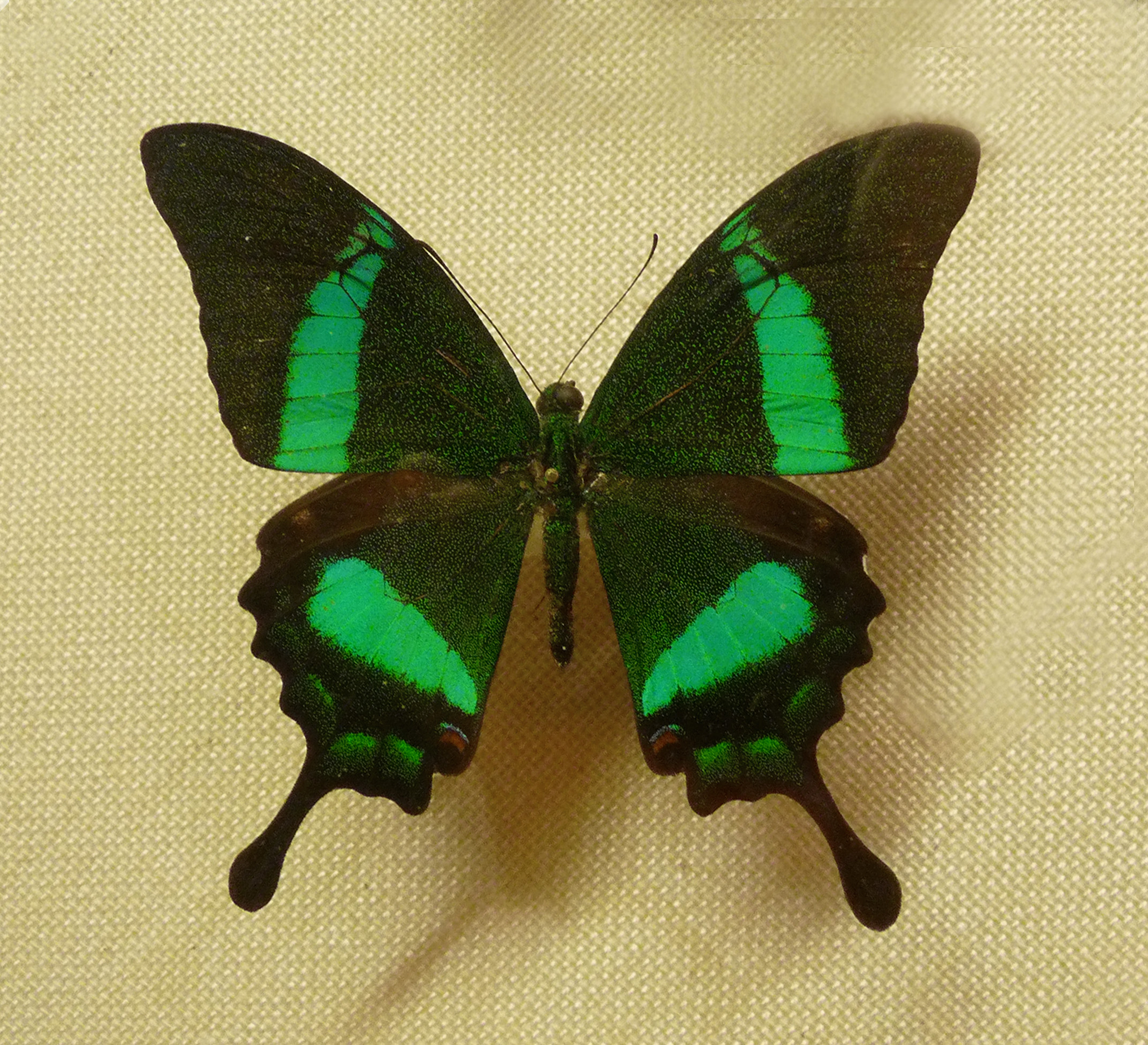
P. palinurus, em exposição.
O verde em P. palinurus é causado por estruturas reflexivas azuis e amarelas nas asas.

## Subespécies
P. palinurus possui seis subespécies:
- Papilio palinurus palinurus - Descrita por Fabricius em 1787. Proveniente de Myanmar, península da Malásia e Bornéu.
- Papilio palinurus daedalus - Descrita por C. & R. Felder em 1861. Proveniente das Filipinas.
- Papilio palinurus angustatus - Descrita por Staudinger em 1888. Proveniente das Filipinas.
- Papilio palinurus adventus - Descrita por Fruhstorfer em 1903. Proveniente de Nias.
- Papilio palinurus nymphodorus - Descrita por Fruhstorfer em 1909. Proveniente de Basilan.
- Papilio palinurus auffenbergi - Descrita por Späth em 1992. Proveniente de Simeulue.